# Woodsia hancockii
Woodsia hancockii là một loài thực vật có mạch trong họ Woodsiaceae. Loài này được Baker mô tả khoa học đầu tiên năm 1891.